# جونسن أرلاند
جونسن أرلاند (بالنرويجية: Erland Johnsen‏) مواليد 5 أبريل 1967 في فريدريكستاد، هو لاعب كرة قدم نرويجي سابق كان يلعب كمدافع. سبق له أن لعب في كأس العالم لكرة القدم مع منتخب بلاده. لعب خلال مسيرته 189 مباراة سجل خلالها هدفا واحد.

## المسيرة الاحترافية

### أندية لعب لها
- بايرن ميونخ
- تشيلسي
- نادي روزنبورغ
- نادي سترومسغودست

## روابط خارجية
- جونسن أرلاند على موقع IMDb (الإنجليزية)

- جونسن أرلاند على موقع الاتحاد الدولي (مؤرشف)  (الإنجليزية)
- جونسن أرلاند على موقع اتحاد النرويج (النرويجية)
- جونسن أرلاند على موقع قاعدة بيانات كرة القدم.إي يو (الإنجليزية)
- جونسن أرلاند على موقع بيانات كرة القدم. دي إي (الألمانية)
- جونسن أرلاند على موقع ناشيونال فوتبول تيمز (الإنجليزية)
- جونسن أرلاند على موقع عالم كرة القدم.نت (الإنجليزية)